# Dólmã

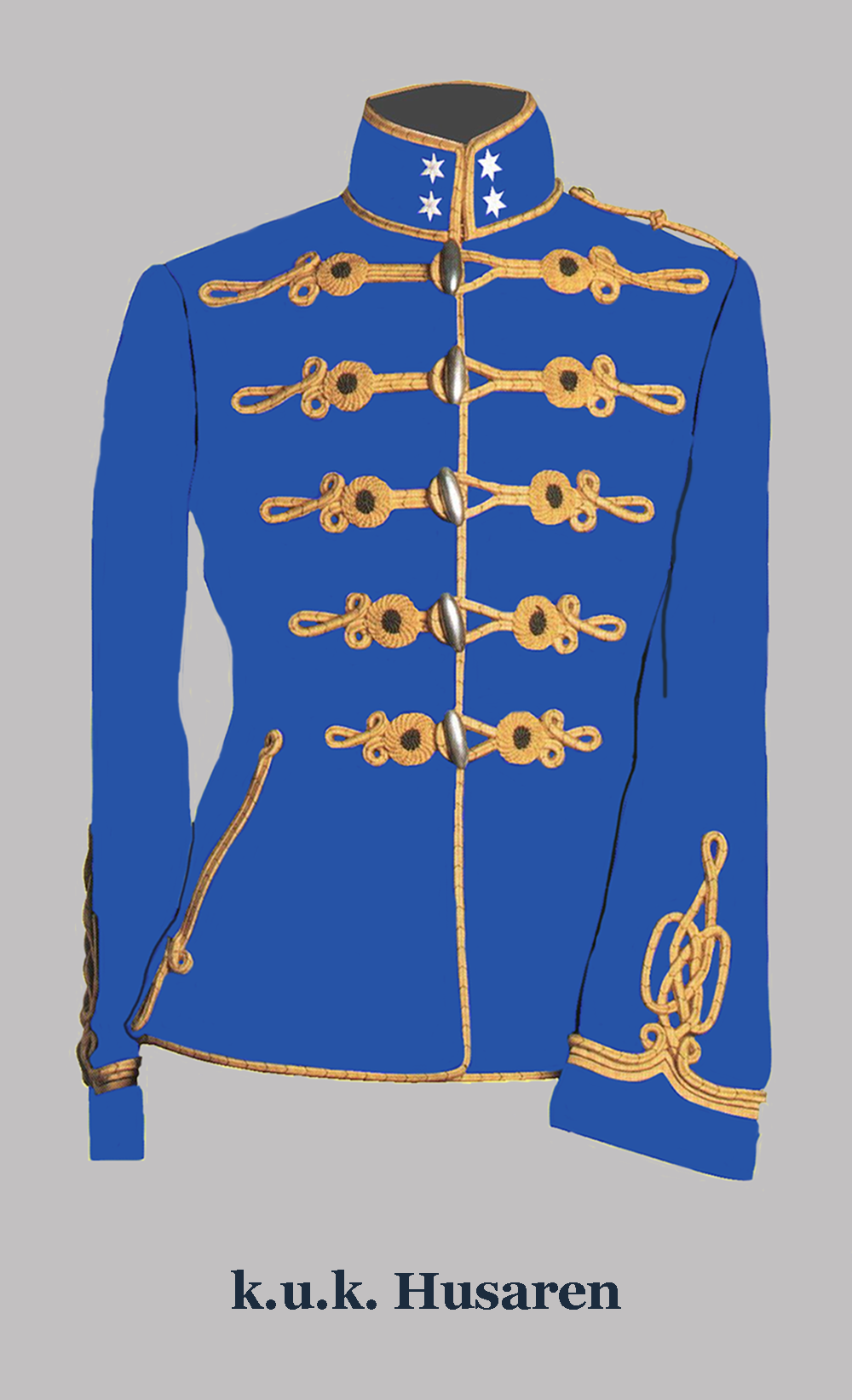
Dólmã militar.

O dólmã (do turco dólman: "túnica") é uma espécie de túnica militar ornamentada usada originalmente pelos hussardos húngaros. 
No Brasil, essa vestimenta passou a ser usada após a Proclamação da República, procurando-se dar uma nova imagem aos uniformes militares.
De acordo com o Dicionário Aurélio, o dólmã é um substantivo masculino.

## Uso do dólmã na Gastronomia

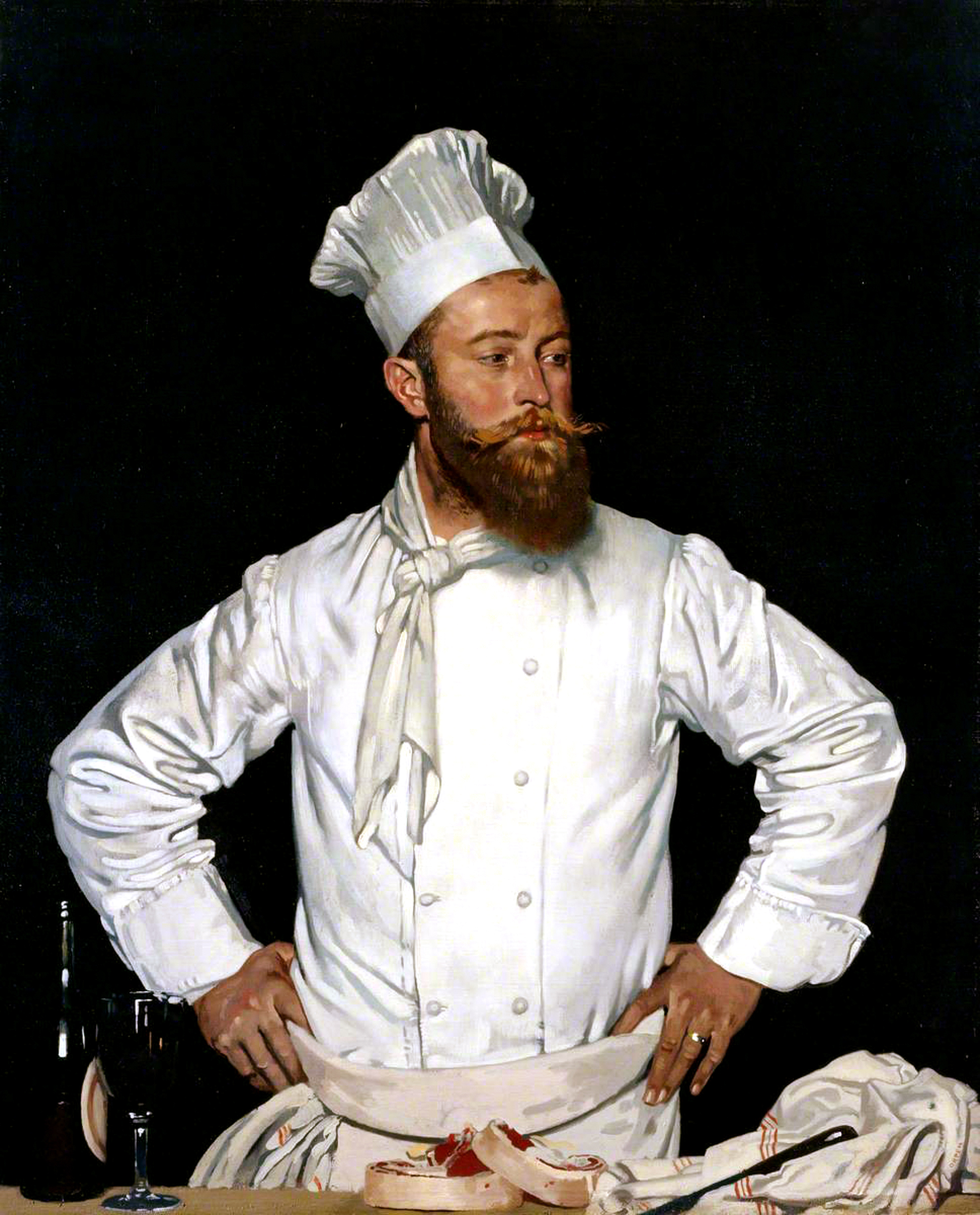
Dólmã de cozinheiro.

Juntamente com a toque blanche, o dólmã faz parte do uniforme de chefs, mestres confeiteiros e padeiros, uma tradição popularizada por Auguste Escoffier (1846–1935), o "Imperador dos Chefs" e codificador da Gastronomia.
A origem mais antiga documentada do uso do dólmã por chefs remonta a Marie-Antoine Carême (1784–1833), considerado o primeiro grande chef da era moderna. Conforme esboçado na ilustração Le Maître d’Hôtel Français (1822), o uniforme de chef era composto de chapéu branco, dólmã e avental amarrado na cintura.
Em seguida, Escoffier adotou e aperfeiçoou o uniforme de Carême, inserindo-o no seu sistema hierarquizado com inspiração militar (brigade de cuisine), tornando o uso do uniforme obrigatório e padronizado em cozinhas profissionais, onde mesmo a vestimenta tinha uma função clara e uma aparência disciplinada.

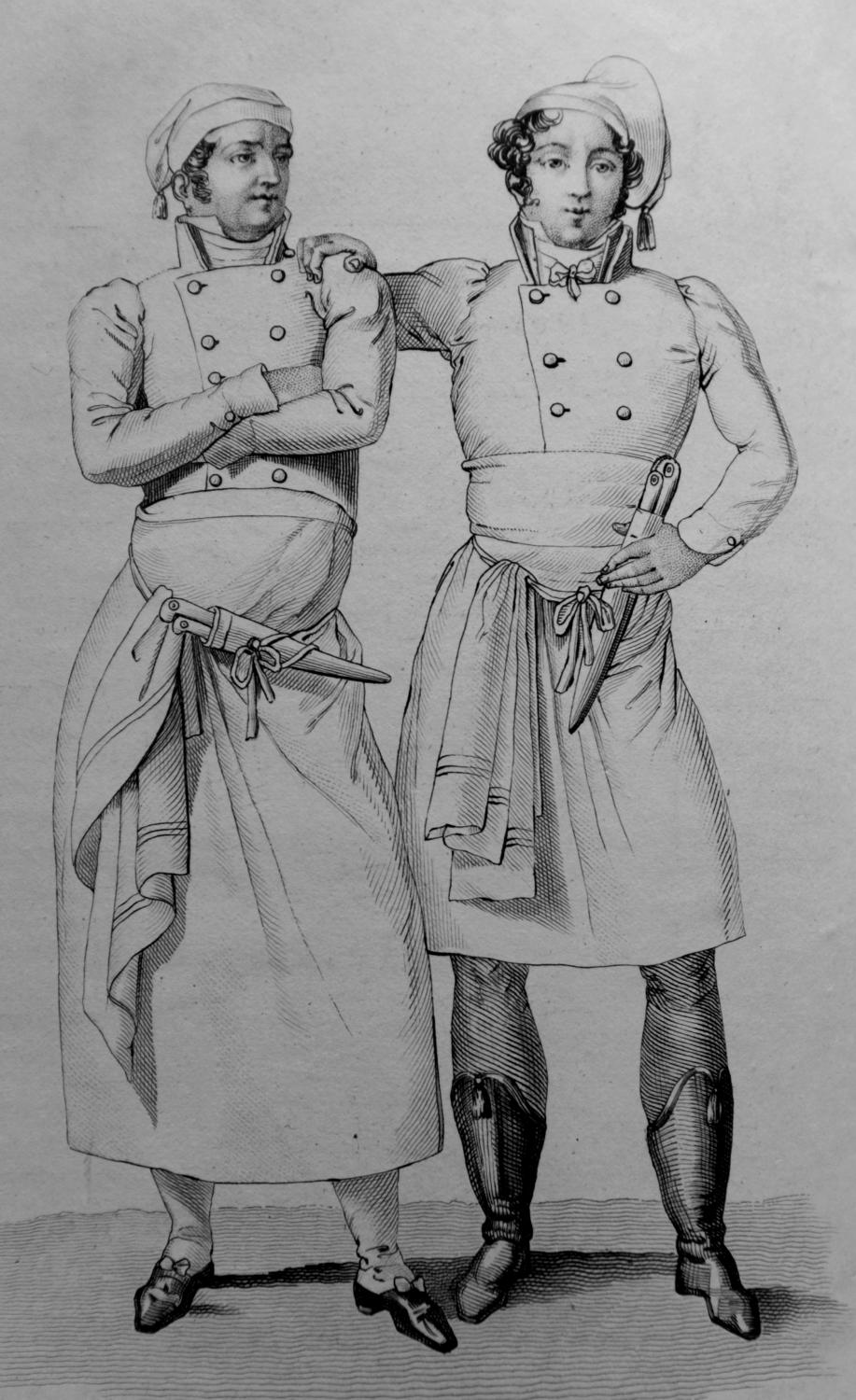
Ilustração Le maître d'hôtel français, de Marie-Antoine Carême (1822).